# Moi, moi et moi c'est déjà beaucoup
Moi, moi et moi c'est déjà beaucoup (More of Me) est un téléfilm américain réalisé par Daisy von Scherler Mayer et diffusé le 17 novembre 2007 sur Lifetime.

## Synopsis
Alice est surmenée. Épouse aimante et aimée de Rex, maman comblée et écolo militante dans l'âme, elle a du mal à gérer les trois grands rôles de sa vie. Un jour, en se regardant dans un miroir à triple facettes, Alice rêve de se décupler... quand soudain trois reflets d'elle-même s'extraient du miroir pour répondre à son souhait.

## Fiche technique
- Titre original : More of Me
- Réalisation : Daisy von Scherler Mayer
- Scénario : Kelli Pryor
- Photographie : Rhett Morita
- Musique : Jeff Cardoni
- Durée : 86 minutes
- Pays : États-Unis

## Distribution
- Molly Shannon : Alice McGrath[2]
- Steven Weber : Rex McGrath
- Jake Beale (en) : McGrath
- Abigail Falle : Vivian « Viv » McGrath
- Kimberly Huie (en) : Ginni
- Paula Boudreau : PTA President